# 落合秀彦
落合 秀彦（おちあい ひでひこ、1939年9月27日 - ）は、日本出身の空手家、作家、俳優である。

## 来歴
オルブライト大学卒業。アメリカ合衆国において空手流派のうちの一つ和心流を創立したことで知られる。現役時代には全米空手選手権で五回連続優勝を果たした。また、米国ブラックベルトマガジンの表紙を二回飾るなど、空手家としてアメリカ合衆国では著名な存在である。1967年から1980年の間プロの空手家として活躍した後、2001年に Hidy Ochiai Foundationを設立し、ニューヨーク州ビンガムトン市にて、後進の育成に当たっている。

## 親族
実弟は国際政治ジャーナリストの落合信彦。息子はレディー・ガガの主治医を務めたことで著名なデレク・オチアイ。デレクも全米空手選手権で二度優勝している。甥はメディアアーティスト/研究者の落合陽一。

## 著作
宮本武蔵の五輪書を英訳したことでも著名であるが、他にもいくつかの著書がある。（すべて英書）
- The Essence Of Self-Defense
- Hidy Ochiai's Living Karate
- Hidy Ochiai's Self-Defense For Kids: A Guide For Parents and Teachers
- Hidy Ochiai's Complete Book of Self-Defense
- A Way To Victory: The Annotated Book of Five Rings

## 雑誌記事（特集）
- Martial Arts Professional, Feb. 2006, vol. 11 no. 2
- Black Belt, Oct. 1991, vol. 29 no. 10
- Karate Illustrated, Jan. 1984, vol. 15 no. 1
- Official Karate Annual, Spring 1982
- Kick Illustrated, Jan. 1982, vol. 3 no. 1
- Black Belt, July 1980, vol. 18 no. 7
- Official Karate, Jan. 1977, vol. 9 no. 67
- Black Belt, Dec. 1976, vol. 14 no. 2
- Karate Illustrated, Feb. 1975, vol. 6 no. 2
- Official Karate, Feb. 1974, vol. 6 no. 33

## TV・映画出演
- Karate Cops (1988)
- Fight to Win (1987)
- 燃えよドラゴン(1973)
- ドラゴン怒りの鉄拳(1972)
- 燃えよ！カンフー(1972)